# Chilton Trinity
Chilton Trinity is een civil parish in het bestuurlijke gebied Sedgemoor, in het Engelse graafschap Somerset met 260 inwoners.